# Tour de Montady
La Tour de Montady est un donjon situé sur le territoire de la commune de Montady dans le département français de l'Hérault en région Occitanie.

## Localisation
La tour se situe au sud-ouest du village de Montady, entre la rue de la Tour et la rue Marcelle Huc et Résistants (et non au nord-est du village, où on trouve un chemin de la Tour).
Elle se dresse au point culminant d'un promontoire rocheux, face à l'étang de Montady et à l'oppidum d'Ensérune.

## Historique
L'absence de toute amorce de mur permettant de relier la tour à d'autres éléments fait penser qu'elle a toujours été isolée. Elle constituait probablement un ouvrage isolé de l'ancien castrum, le castrum de Montadino étant mentionné à partir de 1097, celui de Montaditi en 1134.
La tour fait l'objet d'une inscription au titre des monuments historiques depuis le 21 mars 1960.

## Architecture
La tour de Montady est une tour carrée de 20 m de haut et de 6 m de côté, possédant des murs d'un mètre d'épaisseur.
Elle comporte trois niveaux. Les deux étages sont voûtés en berceau plein cintre. La tour ne comporte aucun escalier : l'accès à l'étage supérieur se faisait par une échelle grâce à un passage central ménagé dans la voûte de chaque étage,.
La partie supérieure de la tour présente une rangée de trous de boulin qui prouve l'existence d'une galerie en bois ou d'un hourd (ouvrage en bois en encorbellement).